# Mellismo

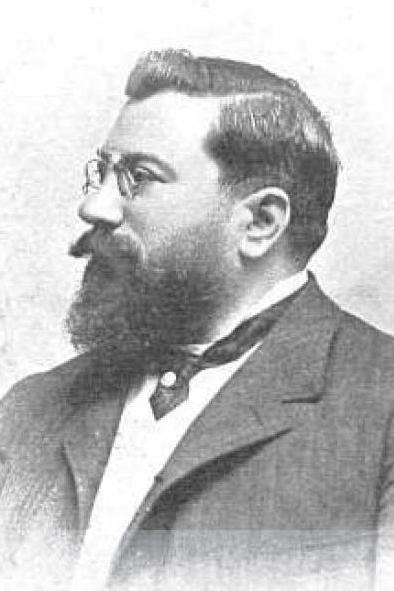
Juan Vázquez de Mella

Mellismo fue una corriente práctica política española del tradicionalismo monárquico español de principios del siglo XX. Nacido dentro del movimiento carlista, fue diseñada y abanderada por Juan Vázquez de Mella, que se convirtió en su dirigente político independiente después de la ruptura de 1919. La estrategia se basó en un intento de construir un gran partido tradicionalista, que asegurara la transición de vuelta desde el sistema liberal de la Restauración a la monarquía corporativa traditionalista. Tras la secesión del carlismo, el mellismo asumió la imagen formal del Partido Católico-Tradicionalista, pero fracasó como fuerza amalgamadora y se descompuso poco después. La visión teórica Vázquez de Mella generalmente se considera como parte del concepto carlista y no tanto como mellismo; la estrategia para lograrlo, en cambio, sí. En la historiografía, a sus seguidores se les suele llamar mellistas, aunque inicialmente el término mellados parecía prevalecer. Ocasionalmente también se les denominan tradicionalistas, pero el término es extremadamente ambiguo y podría denotar también otros conceptos.

## Mellismo emergente (1900–1912)

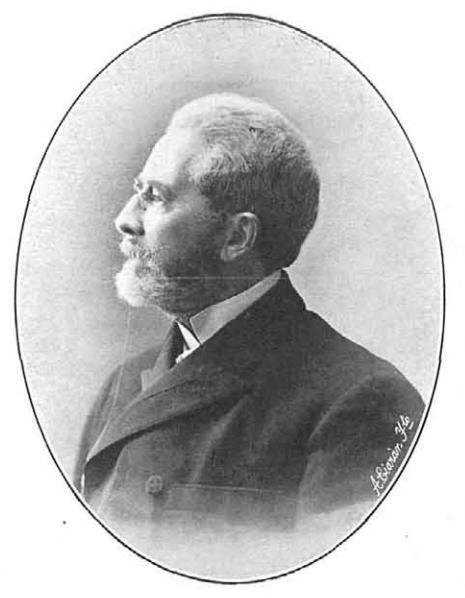
Bartolomé Feliú

En general, historiográficamente no hay referencias al mellismo ni a los mellistas anteriores a 1910; la prensa de la época empezó ya a utilizar este término en 1919. Cuando se habla de agrupaciones internas dentro de carlismo en los inicios del siglo XX, los investigadores se refieren a la facción más proclive a alianzas con otros partidos como los "posibilistas", mientras que aquellos tendentes a alinearse con el depuesto dirigente marqués de Cerralbo son bautizados como "cerralbistas"; así es también como Vázquez de Mella prefería referirse a sí mismo. Con todo, comenzó a lograr seguidores y admiradores propios ya en la década de 1890, inicialmente atraídos por sus habilidades de una oratoria carismática más que por su visión teórica o una estrategia política concreta. De hecho, su posición podría haber parecido desconcertante: se declaró enemigo del sistema de Restauración pero abogó por las alianzas políticas con partidos establecidos, participó con entusiasmo en el juego electoral pero participó en una conspiración para organizar un golpe militar en 1898–1900, apoyó coaliciones electorales minimalistas pero predicó objetivos maximalistas, afirmó que la ortodoxia tradicional doctrinal pero permaneció en una relación incómoda con el rey y reveló una inclinación cautelosa hacia soluciones no dinásticas.
Después de "La Octubrada", una serie de revueltas menores de Carlistas 1900, Mella buscó refugio en Portugal y permaneció allí durante unos años, distanciado también por el pretendiente que oficialmente denominó a los traidores involucrados. Habiendo obtenido el perdón real en 1903 retomó su carrera parlamentaria en 1905. Como los líderes carlistas generalmente tenían 60 años o más, Vázquez de Mella surgió como el representante más dinámico de la generación de mediana edad y el político carlista más carismático, como teórico que preside la revisión general del Carlismo. Su posición se consolidó principalmente gracias a arengas entregadas tanto en Cortes como en reuniones públicas; no ocupó cargos oficiales del partido, excepto en su tribuna de prensa, El Correo Español. Su prestigio personal pronto se convirtió en un problema tanto para el pretendiente y el entonces líder político, Matías Barrio y Mier, designado para mantener a los Cerralbistas bajo control. Por órdenes de Carlos VII Barrio siguió una política cautelosa de alianzas electorales, confrontando la visión posibilista de malmenorismo - coaliciones guiadas y para tratar de frenar la influencia de Vázquez de Mella en Correo. Como una de sus últimas decisiones políticas en 1909, el pretendiente nombró a un académico relativamente desconocido, Bartolomé Feliú y Pérez, como sucesor de un Matías Barrio enfermo; la decisión fue un duro golpe para los partidarios de Vázquez de Mella, considerándolo candidato obvio para el liderazgo.

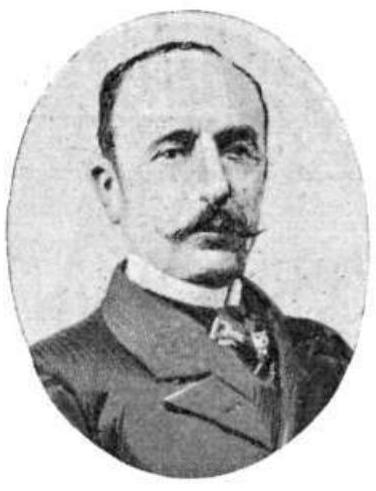
Marqués de Cerralbo

Después de la muerte de Carlos VII, su hijo como nuevo rey carlista Jaime III se vio presionado por los Cerralbistas para despedir a Feliú; optó por un compromiso, confirmando la nominación pero designando a Mella como su propio secretario personal. Después de unos meses, los dos que pasaron juntos en 1910 Vázquez de Mella cesaron, desilusionados, más bien mutuamente, con su nuevo monarca. Durante las Cortes de 1910, el mellismo surgió por primera vez como una estrategia: mientras Feliú autorizaba acuerdos locales estrictamente condicionados por reclamos dinásticos, Vázquez de Mella montó un ultrarrevolucionario, ultra-coalición católica conservadora con Antonio Maura y su facción del Partido Liberal-Conservador. Durante los siguientes 2 años, el grupo ya se llamó mellistas saboteado Jefe Delegado, su campaña dirigida contra Feliú como líder incompetente y evitando la cuestión de la alianza. En 1912 Mella acusó a Feliú de poseer ilegítimamente la jefatura y exigió su deposición, amenazando al pretendiente con rechazar su regla como privado de "legitimidad de ejecución". Don Jaime cedió y para fines de 1912 volvió a nombrar a De Cerralbo como presidente de la Junta Superior.

## En plenitud (1912–1919)

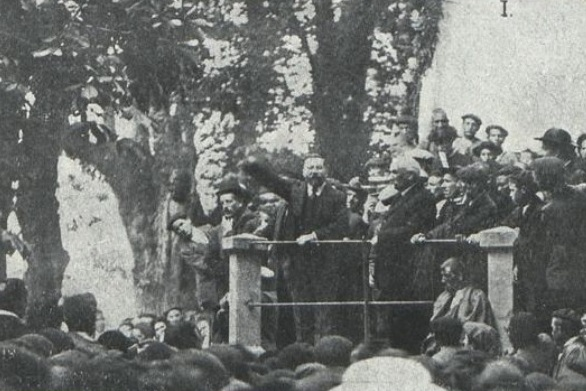
Vázquez de Mella hablando, 1912

Algunos estudiosos afirman que con Cerralbo cada vez más fascinado por Vázquez de Mella aunque también envejeció, cansado de conflictos e irresoluto, este último asumió el mando real de las estructuras del partido, mientras que la política carlista se formó cada vez más por el mellismo. El contingente parlamentario estaba claramente dominado por la personalidad de Vázquez de Mella; de todos modos, casi la mitad de sus miembros eran mellistas, los otros son en su mayoría vacilantes y solo Feliú y Llórens preparado para tomar una posición decisiva. En la junta superior de 30 miembros del partido, la Junta Superior, alrededor de un tercio se inclinaban hacia el Mellismo, incluidos los jefes regionales de Vascongadas, Cataluña y Valencia. As de Cerralbo reorganizó el ejecutivo nacional formando 10 secciones dedicadas, Mella monopolizó las de propaganda y prensa, mientras que otros mellistas dominaron en las elecciones y la organización. El Correo Español seguía siendo un campo de batalla con Don Jaime luchando por retener su influencia, pero cada vez estaba más dominado por los mellistas, especialmente Peñaflor.
Con Don Jaime apenas contactable en Austria después del estallido de Gran Guerra, los mellistas tomaron el control casi total del partido; las campañas de las Cortes Carlistas de 1914, 1916 y 1918 estuvieron marcadas visiblemente por los mellistas -Nutrida estrategia a largo plazo. Con una rotación dramáticamente decreciente en las urnas y la creciente fragmentación de dos partidos turnistas, se hizo evidente que el sistema político de Restauración se estaba desmoronando. Mella desarrolló un plan para una alianza minimalista de la derecha, los académicos que conduce a su vez al surgimiento de un partido maximalista de ultraderecha, posiblemente una nueva encarnación del tradicionalismo. Se suponía que esa formación acabaría con la democracia liberal, una estrategia denominada por algunos académicos como "catastrofismo" - y asegurar el paso al sistema tradicionalista y corporativo, con una pregunta dinástica aparcada en la oscuridad. Aunque en 1914 los jefes provinciales quedaron en gran parte libres para concluir cualquier alianza electoral que pudiera producir los mejores resultados posibles, Vázquez de Mella y Maura siguieron trabajando que tomaron forma de acuerdos carlista-mauristas. Durante la campaña de 1916, Vázquez de Mella se refirió por primera vez explícitamente a una futura unión de extrema derecha, nuevos términos como "mauro-mellistas", "mauro-jaimistas" o "carlomauristas" entraron en circulación y Maura comenzó a hacer vagas referencias antisistema de alterar el "ambiente de la vida pública". La estrategia, sin embargo, demostró sus limitaciones. Las alianzas no sobrevivieron a las campañas electorales; Los candidatos jaimistas siguieron ganando alrededor de 10 representantes, apenas una mejora impresionante en comparación con los años 1890 o 1900; finalmente, en regiones con fuerte identidad local, algunos militantes del partido se quejaron de que fuerismo podría sufrir en un hipotético ultra- Alianza correcta.

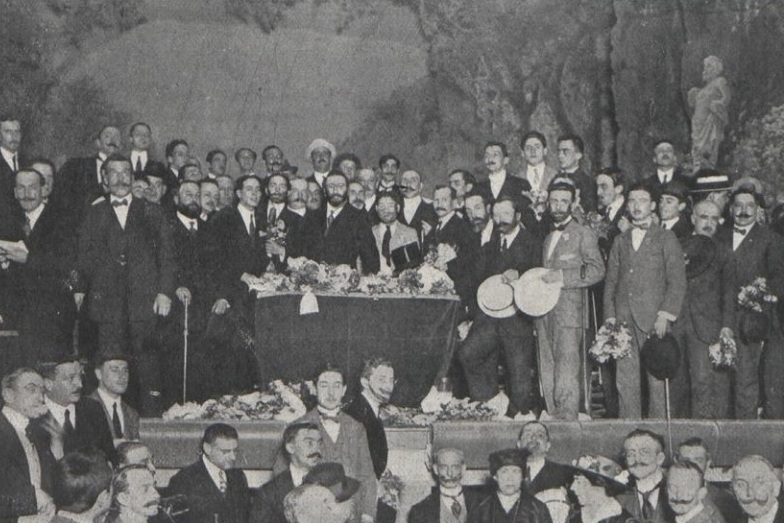
Famoso de Mella pro-dirección alemana, Zarzuela teatro, 1915

Tras el estallido de la Gran Guerra demostró anteriormente proalemán simpatías mellistas convertida en una campaña completa. Aunque los folletos o conferencias neutralidad española apoyada técnicamente, elevaron el sentimiento a favor de Potencias Centrales y apuntaron contra Gran Bretaña. Después de 1916, cuando los sentimientos pro-Entente estaban ganando fuerza, el enfoque de los mellistas cambió a evitar que un español se uniera a los Aliados. El pretendiente, durante la mayor parte de la guerra inalcanzable en su residencia austríaca, permaneció ambiguo; oficialmente apoyó la neutralidad, en una inclinación privada hacia Entente y enviando notas que no rechazan los tonos pro-alemanes de los mellistas. Los académicos difieren en cuanto a cómo el tema de la Primera Guerra Mundial se relaciona con el Mellismo. Muy pocos lo consideran central e incluso reducen la perspectiva a una postura proalemana. La mayoría sugiere que surgió de una visión ideológica mellista, pasajes de citas que alaban el régimen alemán antiliberal y criticaron Masónica, sistemas democráticos, parlamentarios británicos y franceses. Algunos comentarios sugieren que se esperaba que la victoria de las potencias centrales facilitara la toma de la escena política española por la extrema derecha, mientras que hay estudiantes que sugieren que el tema de la guerra no era relevante en absoluto.

## Ruptura de 1919

Enseña carlista

En 1918, el mellismo parecía haber perdido terreno: las alianzas electorales no lograron grandes ganancias, el curso de la Gran Guerra hizo que la actitud proalemana no tuviera sentido y debilitó la posición de sus defensores, algunas jefaturas regionales seguían expresando su disidencia y De Cerralbo, cada vez más cansado de su propia doble lealtad, finalmente logró que su renuncia fuera aceptada, reemplazada temporalmente por otro Mellista, Cesáreo Sanz Escartín. A principios de 1919 el pretendiente fue liberado de su arresto domiciliario en Austria, llegó a París y después de 2 años de silencio casi total salió con 2 manifiestos. En circunstancias poco claras publicadas a principios de febrero en  Correo Español , denunciaron explícitamente la desobediencia de los líderes carlistas no identificados que no podían mantener una política neutral e indicó que las estructuras de comando del partido serían reorganizadas.
Los mellistas concluyeron que la estrategia empleada previamente en la lucha por el dominio del partido, arrinconar al pretendiente para obtener su conformidad, ya no funcionaría y que una confrontación definitiva era inminente. Montaron una contraofensiva mediática, hicieron públicos los cargos difundidos en privado en 1912 y presentaron a Don Jaime como un gobernante que perdió su legitimidad: durante años permaneció pasivo e inactivo, siguió una política hipócrita declarando neutralidad pero de hecho apoyando Entente, partió de la ortodoxia católica, ignoró los cuerpos colegiales carlistas tradicionales que se embarcaban en la política cesarista, jugó con el partido y, clara referencia a su falta de descendencia, se comportó de manera irresponsable; en general, sus últimos movimientos no fueron más que una "Jaimada", un golpe dentro y contra el tradicionalismo. Ninguna de las partes en conflicto se refirió a la cuestión de la estrategia política en cuanto al punto de discusión.
Aunque inicialmente podría parecer que las fortalezas de ambos lados eran comparables, Don Jaime pronto inclinó la balanza a su favor. Sus hombres recuperaron el control sobre  El Correo Español  y reemplazó a San Escartín con ex políticos germófilos que parecían pro-mellistas pero se volvieron leales a la casa real, primero Pascual Comín y luego Luis Hernando de Larramendi. Cuando los Alfonsistas y la prensa liberal aplaudieron la anticipada desaparición del carlismo plagado de conflictos, muchos miembros del partido que antes demostraban inquietud por Don Jaime comenzaron a tener dudas. Vázquez de Mella, consciente de su fuerte posición entre parlamentarios y jefes locales, respondió con un llamado para organizar una gran asamblea. Aunque se refirió explícitamente al carlismo y el tradicionalismo, algunos estudiosos afirman que en ese momento ya reconocía que la lucha por controlar las estructuras jaimistas no tenía sentido; interpretan esta apelación como la decisión de abandonar y construir una nueva fiesta. El enfrentamiento no duró más de dos semanas. A fines de febrero de 1919, los mellistas optaron por una organización propia, estableciendo el Centro de Acción Tradicionalista como su sede temporal en Madrid.

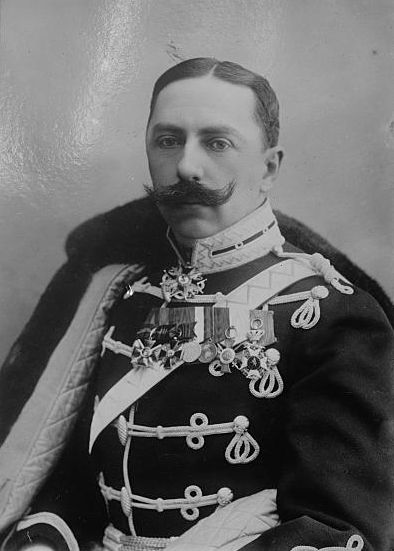
Jaime de Borbón y de Borbón-Parma, conocido como Duque de Madrid

Muchos diputados y senadores carlistas de principios del siglo XX convirtieron a Mellados:, aparte de Vázquez de Mella también Luis García Guijarro, Dalmacio Iglesias García, José Ampuero y del Río, Cesáreo Sanz Escartín, Ignacio Gonzales de Careaga y Víctor Pradera Larumbe; entre los líderes regionales, la clave a mencionar fue Tirso de Olazábal, José María Juaristi, marqués de Valde-Espina y Luis Lezama Leguizamón (Vascongadas), Antonio Mazarrasa (Álava), Doña Marina y Florida (Nueva Castilla), Teodoro de Mas, Miguel Salellas Ferrer, Mariano Fortuny Portell, Tomas Boada Borrell y duque de Solferino (Cataluña), Manuel Simó Marín y Jaime Chicharro Sánchez-Guió (Valencia) y José Díez de la Cortina (Andalucía); el grupo fue completado por dos prolíficos periodistas, Miguel Fernández (Peñaflor) y Claro Abanades López. La mayoría de las escapadas provienen de 2 regiones: Vascongadas (especialmente Guipúzcoa) y Cataluña. Algunos de los diarios jaimistas regionales se adhirieron a Mella, con sede en Pamplona, aunque los más importantes,  El Correo Español ,  El Pensamiento Navarro  y  El Correo Catalán , presentado por el pretendiente. El impacto en las bases fue mucho menos material. En las regiones donde el Carlismo era una fuerza menor, como Castilla Vieja o Valencia, la ruptura se sumó a la confusión y una mayor marginación del movimiento, pero en Vascongadas, Navarra y Cataluña, la base social rural del Carlismo se mantuvo principalmente intacto.

## Transformación y crisis (1919–1922)

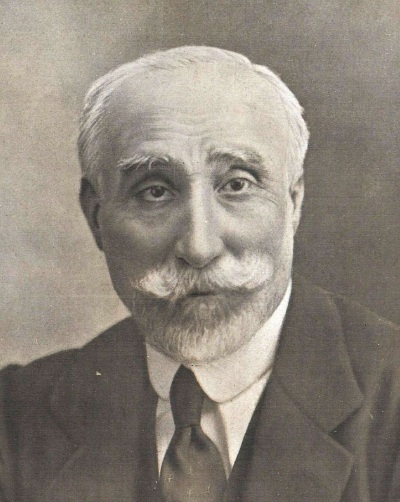
Antonio Maura

Durante 1919 los mellistas estaban ocupados institucionalizando el movimiento. Su columna vertebral eran los Centros de Acción Tradicionalistas locales, emergentes en todo el país; en Madrid El Pensamiento Español se estableció como el tribuno de prensa nacional y también hubo intentos de construir una organización afiliada de jóvenes y camisetas, Juventudes y Requetés Tradicionalistas. Aunque Mella rechazó un puesto ministerial en un nuevo gobierno de unidad nacional, alegando que nunca podría alinearse con la 1876 y su sistema, en mayo Mellismo asumió la forma del Centro Católico Tradicionalista, establecido antes de las elecciones de 1919 y pretendía ser un trampolín hacia una alianza de ultraderecha dominada por los tradicionalistas. Ya no está limitado por los límites dinásticos de los carlistas, aunque rechazó también a la monarquía alfonsista como corrompida por el liberalismo, CCT fue un intento de utilizar la plataforma católica para atraer a los grupos de derecha del Partido Conservador, principalmente mauristas y el Ciervistas. Otras alianzas potenciales reportadas fueron aquellas con integristas y Unión Monárquica Nacional. Las elecciones supusieron 4 representantes; Mella mismo no pudo obtener un boleto.
Desde el verano de 1919, los mellistas comenzaron a prepararse para una gran Asamblea Nacional, que supuestamente lanzaría un nuevo partido y establecería su curso político; aunque "Católico Nacional" fue considerado como el nombre del partido, finalmente se materializó como Partido Católico-Tradicionalista. Se organizaron reuniones regionales de Mellista en Vizcaya Archanda (agosto de 1919) y en catalán Badalona (abril de 1920). Sin embargo, como la nueva 1920 A medida que se desarrollaba, era evidente que, como antes, diferentes agrupaciones de la derecha estaban listas para concluir acuerdos circunstanciales, pero ninguno estaba dispuesto a entrar en el camino de integración hacia un nuevo partido de ultraderecha. Diferentes personalidades mellistas se inclinaban por entablar conversaciones de alianza por su cuenta, generalmente de forma puramente pragmática: algunos como Pradera negociaron con los mauristas, algunos como Chicharro hablaron con los Ciervistas , algunos se acercaban a la iniciativa social-católica de los ex simpatizantes de Vázquez de Mella Aznar y Minguijón  y algunos se acercaron a una idea católica monárquica defendida por El Debate. Las elecciones produjeron solo 2 representantesF mellistas; Vázquez de Mella, quien perdió nuevamente, pronto lanzó su candidatura para el escaño en el Tribunal Supremo, pero no pudo montar suficiente apoyo entre los partidos conservadores y sufrió una derrota prestigiosa.

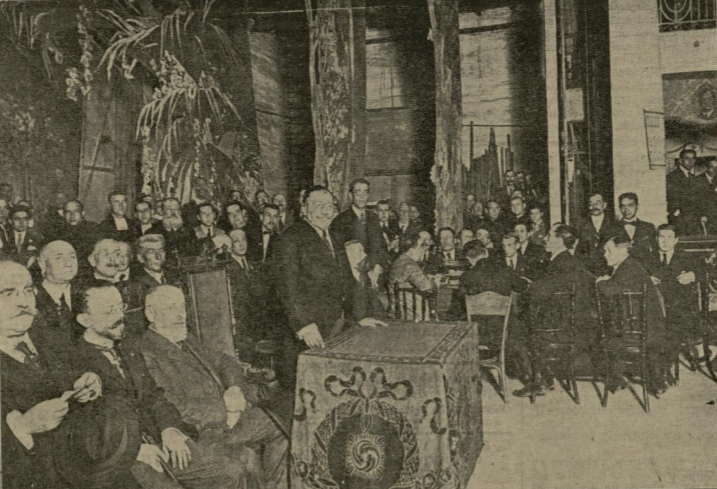
Mella hablando en Barcelona teatro Goya (1921)

A fines de 1920 ya estaba claro que el mellismo estaba estancado, no lograba ganar terreno en la escena política nacional y quedaba cada vez más paralizado por dos estrategias en competencia. Mientras que Vázquez de Mella se apegó a su plan de gran federación de extrema derecha, al menos parcialmente comprometido con la visión tradicionalista maximalista, Pradera surgió como defensor de otro concepto, a saber, que la alianza debería concluirse sobre una base minimalista, el mínimo común denominador había sido conservador catolicismo antirrevolucionario. Además, Vázquez de Mella siguió una estrategia antisistémica y no dinástica, en el mejor de los casos lista para apoyar a un gobierno aceptable desde el exterior, mientras que Pradera estaba preparada para trabajar dentro del marco de restauración alfonsista y aceptar trabajos en el gobierno estructuras El mellismo sufrió otro golpe cuando muchos de sus seguidores se unieron Partido Social Popular. En 1921 Vázquez de Mella ya tenía dudas sobre el lanzamiento de un partido propio y parecía reflexionar sobre su papel de experto ideológico que proporcionaba orientación desde el asiento trasero.

## Defunción (1922 y siguientes)

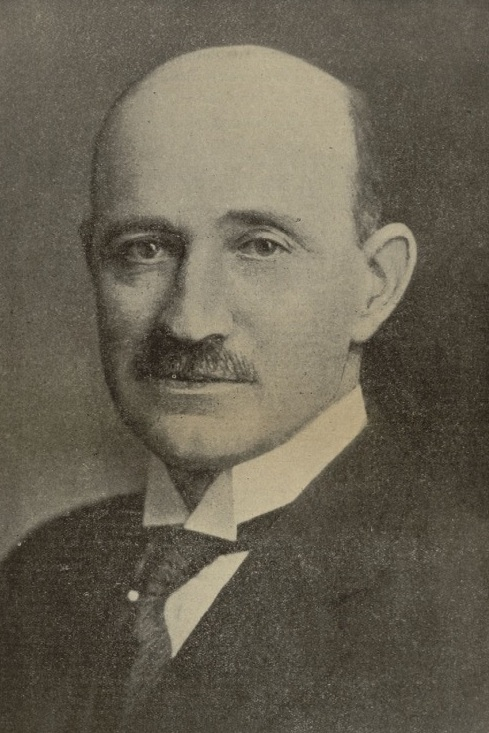
Victor Pradera

La larga y esperada asamblea gran melista finalmente se materializó en octubre de 1922 en Zaragoza, aunque no fue lo que Vázquez de Mella había querido originalmente. Mientras tanto, muchos mellistas que rompieron con Don Jaime casi 4 años antes se habían marchado para otras iniciativas políticas, otros perdieron el entusiasmo después de 2 campañas electorales fracasadas y desilusionados por el movimiento que se había quedado atascado con una aparente pérdida de dirección, poco progreso en el camino hacia un derechista alianza y Vázquez de Mella se retiran cada vez más a largos períodos de inactividad. El encuentro estuvo dominado por los praderistas y el propio Vázquez de Mella no asistió; En su lugar, envió una carta, reduciéndose a su última voluntad política. Una vez más, reafirmando sus puntos de vista antisistema, confirmó la monarquía tradicionalista como un objetivo final y se declaró comprometido a trabajar hacia ella como teórico e ideólogo, aunque ya no como político. Los miembros de la presidencia reconocieron la carta y cortésmente se declararon ansiosos por revocar la decisión de Vázquez de Mella; la asamblea terminó a favor de establecer un nuevo partido católico.
La asamblea de Zaragoza fue efectivamente el funeral del mellismo, aunque en la última Restauración elecciones de 1923 hubo dos candidatos que se postularon con éxito en la boleta católico-tradicionalista. Durante casi un año después de la reunión de Zaragoza, más seguidores de Vázquez de Mella se unieron a otras iniciativas políticas. En 1923, la vida del partido nacional se estancó una vez que se declaró la dictadura Miguel Primo de Rivera y se disolvieron todas las organizaciones políticas; asimismo, el Partido Católico-Tradicionalista dejó de existir. Algunos mellistas se dedicaron a estructuras primoderiveristas: pocos asumieron altos cargos administrativos y Pradera surgieron incluso como la figura icónica de la dictadura, pero los académicos no están de acuerdo si esa actividad tuvo algo que ver con el Mellismo. Hay estudiantes que afirman que los mellistas "encabezados por Pradera" participó en Unión Patriótica y se reconcilió con la monarquía alfonsina, apuntando a la desaparición gradual del grupo solo después de la muerte de Vázquez de Mella. Otros autores consideran el Mellismo desaparecido como agrupación política y, en el mejor de los casos, se refieren al "seudotradicionalismo" o "mellistas praderistas", subrayando solo una asociación débil con el "mellismo ortodoxo" original. Algunos denominan la estrategia cooperativa "Pracking" y tenga en cuenta que la cooperación con el régimen de Primo, privado de cualquier columna vertebral ideológica y mucho menos tradicionalista, tuvo poco que ver con el melismo.
Vázquez de Mella se retiró a la intimidad; su última aparición pública fue en 1924 y falleció en 1928. En 1931-1932, muchos antiguos seguidores de Vázquez de Mella se reunieron con Carlism y se unieron Comunión Tradicionalista; este es probablemente el último momento en el que algunos historiadores aplican el término melistas, aunque otros son más cautelosos y prefieren referirse a los post-mellistas. Dentro de las estructuras de Comunión, los antiguos melistas no formaron ninguna agrupación o facción visible, aunque hay estudiosos que afirman que durante la Segunda República española y la Guerra Civil española algunos de los melistas -Las divisiones jaimistas se reprodujeron como un patrón. En una disputa pública no académica, el término "mellistas" a veces se usa en la mayoría de las circunstancias arbitrarias y caprichosas, p. para denotar pro - nazi españoles de la Segunda Guerra Mundial.

## Recepción y legado

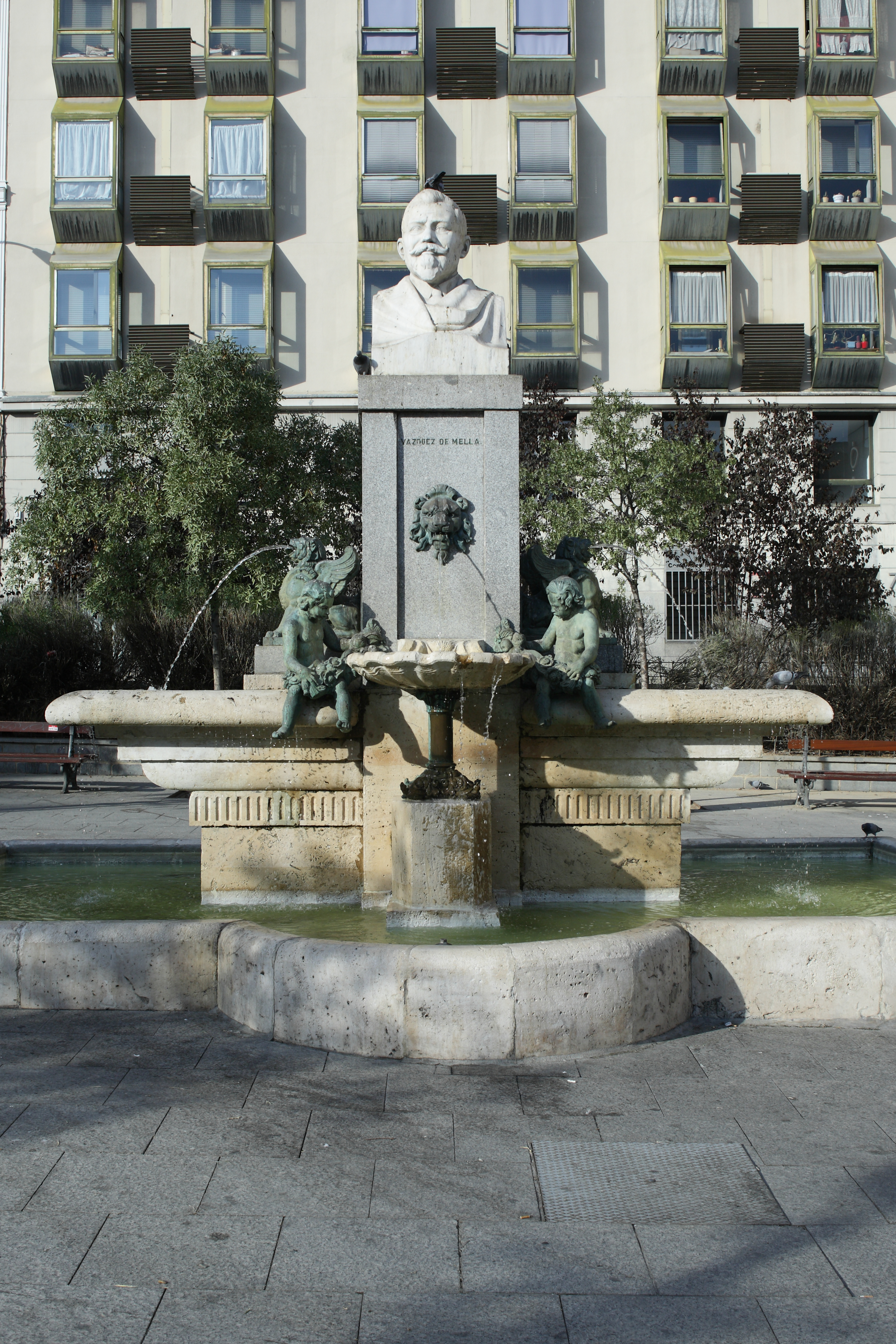
Monumento a Mella, Madrid

El trabajo teórico de Mella sirvió como punto de referencia para generaciones y se estudiaron mucho más allá de España, desde Chile o el Estados Unidos con Polonia. Sin embargo, se aborda universalmente como parte intrínseca de la doctrina tradicionalista, no se presenta con poca frecuencia como su componente más refinado, profundo y sistemático, de hecho el clímax de la filosofía política tradicionalista. El término "Mellismo" no se aplica a él, se usa solo como referencia a la estrategia política seguida por Vázquez de Mella y sus seguidores; como tal, generó mucho menos interés.
En historiografía hasta finales del siglo XX, los mellistas fueron reconocidos principalmente en obras que trataban sobre diferentes dimensiones del carlismo. Los autores tendieron a centrarse en la ruptura de 1919, a veces retratada como otra en la larga historia de rupturas en el movimiento; la secesión se presentó como resultado de un choque de personalidades o de opiniones contradictorias sobre la posición de los españoles durante la Primera Guerra Mundial. Fue la primera monografía importante, publicada en 2000, que redefinió sistemáticamente el Mellismo como una estrategia para construir una formación ultraderechista que liderara la transición de la democracia liberal de la Restauración tardía a la monarquía tradicionalista corporativa. Según esta teoría, se suponía que la agrupación prevista consistía en tres niveles: amalgamación completa basada en un programa común, federación con aquellos que lo aceptaron parcialmente, y cooperación circunstancial con otros grupos.
Además de los orígenes de la ruptura de 1919, hay preguntas relacionadas con otros temas que siguen sin respuesta. No está claro si Mella tenía la intención de hacerse cargo del Carlismo al reducir al pretendiente a un papel decorativo o si conscientemente apuntó a una secesión. Queda por rastrear cómo una cuestión de política exterior, generalmente de importancia secundaria para la mayoría de los partidos políticos, logró provocar un cisma, especialmente dado que en 1919 la guerra había terminado y el carlismo siempre ha demostrado poco interés, si no desprecia realmente, por algo más allá de las fronteras de España. Uno puede preguntarse por qué ese Mellismo fue lo suficientemente potente como para devastar uno de los movimientos políticos europeos más antiguos, pero resultó completamente ineficaz. un proyecto en sí mismo. Hay preguntas relacionadas con el marco de tiempo, a saber, si el control de Vázquez de Mella sobre el carlismo antes de 1919 y la cooperación con instituciones primoderiveristas después de 1923 cuentan como Mellismo. Todavía no se han dado explicaciones sobre los motivos de personalidades que fueron icónicas por su lealtad a los reyes carlistas, pero decidieron unirse a los mellistas, como fue el caso de Tirso Olazábal.
| Algunos mellistas clave (relacionados si hay imagen disponible) |                   |             |                 |                 |                          |                                   |                     |           |         |                 |            |           |              |                         |
|                                                                 |                   |             |                 |                 |                          |                                   |                     |           |         |                 |            |           |              |                         |
| Abánades López                                                  | Chicharro Sánchez | Doña Marina | Garcia Guijarro | Iglesias García | Manuel Lezama Leguizamón | José Díez de la Cortina y Cerrato | Olazábal Lardizábal | (M) Oreja | Florida | Pradera Larumbe | Simó Marín | Solferino | Valde-Espina | Cesáreo Sanz y Escartín |